# Puchar Świata w narciarstwie alpejskim 2018/2019
Sezon 2018/2019 Pucharu Świata w narciarstwie alpejskim rozpoczął się 27 października 2018 roku, tradycyjnie w austriackim Sölden. Ostatnie zawody z tego cyklu zostały zaplanowane na 17 marca 2019 roku w andorskim kurorcie Soldeu. 
W dniach 4 - 17 lutego 2019 roku odbyły się Mistrzostwa Świata w Narciarstwie Alpejskim 2019, rozegrane w szwedzkim kurorcie Åre.

## Puchar Świata w narciarstwie alpejskim kobiet
Wśród kobiet puchar świata z sezonu 2017/2018 obroniła Mikaela Shiffrin z USA. Było to jej trzecie zwycięstwo z rzędu.
W poszczególnych klasyfikacjach triumfowały:
- zjazd:  Nicole Schmidhofer
- slalom:  Mikaela Shiffrin
- gigant:  Mikaela Shiffrin
- supergigant:  Mikaela Shiffrin
- superkombinacja:  Federica Brignone

## Puchar Świata w narciarstwie alpejskim mężczyzn
Wśród mężczyzn puchar świata z sezonu 2017/2018 obronił Austriak Marcel Hirscher. Było to jego ósme zwycięstwo z rzędu.
W poszczególnych klasyfikacjach triumfowali:
- zjazd:  Beat Feuz
- slalom:  Marcel Hirscher
- gigant:  Marcel Hirscher
- supergigant:  Dominik Paris
- superkombinacja:  Alexis Pinturault